# Rainer Seifert
Rainer Seifert (Wiesbaden, 10 december 1947) is een voormalig hockeyer uit Duitsland. 
Seifert kwam uit voor West-Duitse hockeyploeg en nam tweemaal deel aan de Olympische Spelen en won in 1972 de gouden medaille.
Driemaal nam Seifert deel aan het wereldkampioenschap en behaalde daarbij tweemaal de bronzen medaille.

## Erelijst
- 1972 –  Olympische Spelen in München
- 1973 –  Wereldkampioenschap in Amstelveen
- 1975 –  Wereldkampioenschap in Kuala Lumpur
- 1976 – 5e Olympische Spelen in Montreal
- 1978 – 4e Wereldkampioenschap in Buenos Aires